# Георгиос Пападопулос (андарт)
 Тази статия е за гръцкият андартски капитан.  За гръцкия генерал вижте Георгиос Пападопулос.  
Георгиос Пападопулос или капитан Никифорос II (на гръцки: Γεώργιος Παπαδόπουλος, Νικηφόρος Β’) е гръцки офицер и революционер, военен организатор на гръцката въоръжена пропаганда в Македония от началото на XX век.

## Биография
Георгиос Пападопулос е роден във Враха, Гърция. Присъединява се към гръцката пропаганда в Македония и оглавява самостоятелна чета в района на Ениджевардарското езеро. Замества Йоанис Деместихас (капитан Никифорос) през април 1907 година. Сътрудничи си с Панайотис Клитос и Лукас Папалукас. Умира в бой с турски аскер на 22 юни 1907 година в Петрово.